# Merops breweri
El abejaruco cabecinegro (Merops breweri) es una especie de ave coraciforme de la familia Meropidae que vive en África.

## Distribución
Se encuentra principalmente en África Central, distribuido por Angola, Costa de Marfil, Gabón, República Centroafricana, República del Congo, República Democrática del Congo y el extremo meridional de Sudán del Sur. Aunque existe una población disjunta en Nigeria, y la población que había en Ghana probablemente está extinguida.